# エドウィン・ハッブル
エドウィン・パウエル・ハッブル（Edwin Powell Hubble, 1889年11月20日 - 1953年9月28日）は、アメリカ合衆国の天文学者。我々の銀河系の外にも銀河が存在することや、それらの銀河からの光が宇宙膨張に伴って赤方偏移していることを発見した。近代を代表する天文学者の一人であり、現代の宇宙論の基礎を築いた人物である。

## 経歴
1889年11月20日、ミズーリ州マーシュフィールドで保険会社役員の家に生まれる。1898年にイリノイ州ウィートンに移る。若い頃は学問よりもスポーツの才能で知られていた。1906年に行なわれた高校の大会の7種目で1位、1種目で3位を獲得した。この年には走り高跳びでイリノイ州の州記録も作っている。
シカゴ大学に入学、有名な物理学者ロバート・ミリカンなどの影響を受けた。大学でもヘビーウエイト級のボクサーとして有名で、あるプロモーターは世界チャンピオンのジャック・ジョンソンと戦ったらどうかと勧めたほどであった。学部では数学と天文学を主に学んで1910年に卒業。続く3年間、ハッブルはイギリス・オックスフォード大学の初代ローズ奨学生の一人に選ばれて法学を学び、修士号を取得した。オックスフォード時代にも大学対抗のトラック競技に出場したり、フランスのチャンピオンとボクシングの試合をしたりしていた。その後アメリカに戻り、法律事務所に勤めたり、インディアナ州ニューアルバニーで高校の教員やバスケットボールのコーチをしていた。
第一次世界大戦が始まると軍隊に入隊し、間もなく少佐となった。戦争が終わるとシカゴ大学のヤーキス天文台で天文学の研究に戻り、1917年に博士号を取得した。1919年にハッブルは、ジョージ・ヘールからウィルソン山天文台職員の職を紹介され、その後の一生をこの天文台で過ごした。1938年、ブルース・メダルを授与される。1940年、王立天文学会ゴールドメダルを授与される。
第二次世界大戦の間はやはりアメリカ陸軍に入隊した。1946年、「弾道学の研究での優れた貢献」に対してメリット勲章を授与される。ハッブルの死の4年前の1949年にはパロマー天文台の200インチヘール望遠鏡が完成し、ハッブルはこの望遠鏡の最初の利用者となった。
1953年9月28日、心不全のためカリフォルニア州サンマリノで没した。妻のグレースは葬儀を行わず、遺体の埋葬先についても決して明かさなかった。これは、葬儀をせず、墓標のない墓に埋葬するようにというハッブルの希望によるものとみられている。現在でも、ハッブルの遺体の所在は不明となっている。
LIFE誌が1999年に選んだ「この1000年で最も重要な功績を残した世界の人物100人」に選ばれている。

## 学問上の業績

### 系外銀河の存在の実証・分類
ハッブルがウィルソン山天文台職員となった1919年にはちょうど100インチフッカー望遠鏡が完成している。これは当時世界最大の望遠鏡であった。1923年から1924年にかけてハッブルがこのフッカー望遠鏡で行なった観測によって、それまで小さな望遠鏡での観測に基づき銀河系内の天体ではないかと考えられていた「星雲 (nebula)」の中に、銀河系の外にある銀河が含まれていることがはっきりした。ハッブルはこの発見を1924年12月30日の論文で発表している。
ハッブルはまた、銀河をその組成や距離、形状、大きさ、光度などでグループ分けする分類法を考案した。この銀河の形態分類はハッブル分類と呼ばれて現在でも使われている。

### ハッブルの法則

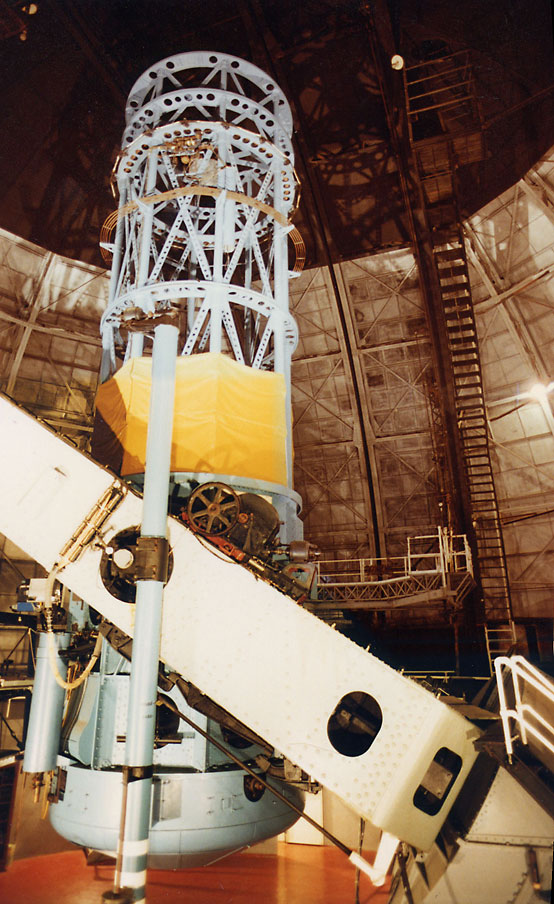
ハッブルが銀河の赤方偏移を測定し、宇宙膨張を発見したウィルソン山天文台の100インチフッカー望遠鏡

ハッブルは銀河の赤方偏移の発見者として一般に知られている。1929年、ハッブルとミルトン・ヒューメイソンは、銀河の中にあるセファイド変光星を観測し、セファイド変光星の明るさと変光周期の関係を使って、銀河の赤方偏移と距離の間の経験則を定式化した。これは、赤方偏移を後退速度の尺度と考えれば、2つの銀河の間の距離が大きくなるほど、互いに離れる相対速度も距離に比例して大きくなるというもので、今日ハッブルの法則として知られているものである。ただし、ハッブルはセファイド変光星の型（複数ある）を区別していなかったため、ハッブル定数としては、今日知られている値の約7倍の500[km/s/Mpc]という値を算出している。
これとは別に、一様等方の宇宙についてのアルベルト・アインシュタインの一般相対性理論の方程式からアレクサンドル・フリードマンが導き出した宇宙モデルには、膨張する宇宙が含まれていた。ハッブルの発見は、このモデルを実証したものでもある。
この発見は後にビッグバン理論につながることになる。

### その他の発見
ハッブルは1935年8月30日に小惑星 (1373) シンシナティを発見している。また、この頃、The Observational Approach to Cosmology 及び The Realm of the Nebulae という著書を執筆している。

## その他

### ノーベル賞
ハッブルはノーベル賞を受賞していない。このことについて、「ハッブルの死後、彼の妻が、ノーベル物理学賞の選考委員を務めていたエンリコ・フェルミとスブラマニアン・チャンドラセカールから『満場一致で1953年のノーベル物理学賞の受賞者に決定していたが、受賞前に他界したために受賞できなかった』と聞いた」とする説がある。しかし、フェルミはノーベル物理学賞の候補者推薦人を務めていたに過ぎず、チャンドラセカールの名前は51名の推薦人の中にない。なおハッブルは、1953年のノーベル物理学賞の候補者として、ジェイムス・フランク、アルブレヒト・ウンゼルト、de:Walter Lochte-Holtgrevenの3名から推薦を受けている。

### 受賞歴
- 1924年 ニューカム・クリーブランド賞[9]
- 1935年 バーナード・メダル
- 1938年 ブルース・メダル[10]
- 1939年 フランクリン・メダル[11]
- 1940年 王立天文学会ゴールドメダル[12]
- 1946年 レジオン・オブ・メリット （弾道学への顕著な貢献に対して）[13]

### エポニム
- 小惑星 (2069)ハッブル[14]
- ハッブルクレーター（月のクレーター）
- ハッブル宇宙望遠鏡

## 著書
- Hubble, Edwin Powell (1936). The Realm of the Nebulae. New Haven
  - 『星雲の宇宙』相田八之助訳、恒星社、1937年。
  - 『銀河の世界』戎崎俊一訳、岩波書店〈岩波文庫〉、1999年8月18日。ISBN 4-00-339411-9。
- Hubble, Edwin Powell (1937). The Observational Approach to Cosmology. Oxford
  - 『宇宙の実相』相田八之助訳、恒星社、1939年。
- ハッブル「宇宙探究」、ミューニッツ 編『宇宙論の展開』小尾信弥解説、高柳明夫訳、東京図書、1974年。